# Heptakodijum
Heptakodijum (lat. Heptacodium), monotipski rod mirisnih grmova ili drveća iz porodice Caprifoliaceae. Jedina je vrsta H. miconioides iz južne i jugoistočne Kine.
Dio je potporodice Caprifolioideae.

## Galerija
- H. miconioides
- H. miconioides
- H. miconioides
- H. miconioides
- H. miconioides, botanički vrt New York, Bronx